# Radio Lumière
Radio Lumière est un réseau de radiodiffusion chrétien évangélique en Haïti. Son siège est situé à Port-au-Prince.

## Historique
Radio Lumière a été fondée à Les Cayes en décembre 1958 par la Mission évangélique baptiste du Sud d'Haïti. Elle a été officiellement lancée en février 1959, ,.